# Синагога Баришпольського
Синаго́га Баришпольського  — колишня синагога у Києві, розташована на Деміївській площі.

## Історія
1878 року у садибі купця 2-ї гільдії І.Я.Баришпольського в тодішньому передмісті Деміївка було споруджено двоповерхову цегляну будівлю, в якій того ж року було відкрито синагогу. 
1920 року у синагозі було влаштовано погром поляками і після цього історія синагоги припинилася.
Тоді ж, у 1920-х роках, було надбудовано 3-й поверх і будівля набула теперішнього вигляду. Тоді залізничники в будівлі влаштували клуб транспортників ім.Фрунзе, що згодом мав назву Будинок культури автотранспортників імені М.В. Фрунзе. 
Нині тут розташований будинок дитячої творчості Голосіївського р-ну.
Має статус пам'ятки архітектури та містобудування.